# Patto d'Acciaio
Il Patto d'Acciaio (in tedesco: Stahlpakt), formalmente noto come Patto di amicizia e di alleanza fra l'Italia e la Germania (in tedesco: Freundschafts und Bündnispakt zwischen Deutschland und Italien) fu un accordo tra i governi del Regno d'Italia e della Germania nazista, firmato il 22 maggio 1939 dai rispettivi ministri degli Esteri Galeazzo Ciano e Joachim von Ribbentrop. Venne stipulato a Berlino, nella Cancelleria del Reich, alla presenza di Adolf Hitler e dello Stato maggiore tedesco.

## Storia

### Antefatto
Il 28 ottobre 1938 il ministro degli esteri tedesco Joachim von Ribbentrop incontrò a Roma Benito Mussolini e il ministro degli esteri italiano Galeazzo Ciano. Durante il colloquio, Ribbentrop parlò di un possibile patto di alleanza fra Germania e Italia, argomentando che, forse nel giro di tre o quattro anni, un confronto armato contro Francia  e Regno Unito sarebbe stato inevitabile. Alle molte domande di Mussolini, il ministro degli esteri tedesco spiegò che esisteva un'alleanza fra inglesi e francesi, i quali avrebbero cominciato insieme a riarmarsi, che esisteva un patto di assistenza reciproca fra russi e francesi, che gli Stati Uniti d'America non erano nelle condizioni di intromettersi in prima persona e che la Germania era in ottimi rapporti con il Giappone, concludendo che «tutto il nostro dinamismo può dirigersi contro le democrazie occidentali. Questa la ragione fondamentale per cui la Germania propone il Patto e lo ritiene adesso tempestivo».
Il Duce non sembrava convinto e iniziò a tergiversare, ma Ribbentrop catturò la sua attenzione affermando che il Mar Mediterraneo, nelle intenzioni di Adolf Hitler, sarebbe stato posto sotto il totale dominio italiano, aggiungendo che l'Italia aveva in passato dimostrato la sua amicizia verso la Germania e che adesso era «la volta dell'Italia di profittare dell'aiuto tedesco». L'obiettivo di Hitler, cogliendo l'importanza strategica di avere Roma dalla propria parte, consisteva nel ridurre il numero dei potenziali nemici in una futura guerra scongiurando l'eventuale avvicinamento dell'Italia a Francia e Regno Unito, il quale avrebbe significato il ritorno al vecchio schieramento della prima guerra mondiale e al blocco marittimo che aveva contribuito a piegare l'Impero tedesco di Guglielmo II. L'incontro fra Ribbentrop, Mussolini e Ciano, però, si concluse con un momentaneo nulla di fatto.
Mussolini decise di aderire al patto italo-germanico il 2 gennaio 1939, comunicando a Ribbentrop il proprio impegno. Secondo Ciano, il Duce si convinse ad accettare la proposta tedesca a causa di una comprovata alleanza militare tra Francia e Regno Unito, dell'orientamento ostile del governo francese nei confronti dell'Italia e dell'atteggiamento ambiguo degli Stati Uniti d'America, che mantenevano una posizione defilata ma che sarebbero stati pronti a rifornire di armamenti Londra e Parigi.

### La firma delPatto d'Acciaio
Il 22 maggio 1939 Italia e Germania, rappresentate rispettivamente dai ministri degli esteri Ciano e Ribbentrop, riuscirono a concretizzare la proposta tedesca dell'anno precedente e firmarono a Berlino un'alleanza difensiva-offensiva, che Mussolini aveva inizialmente pensato di battezzare Patto di Sangue, ma che poi aveva più prudentemente chiamato Patto d'Acciaio. Il testo dell'accordo prevedeva che le due parti contraenti fossero obbligate a fornirsi reciproco aiuto politico e diplomatico in caso di situazioni internazionali che mettessero a rischio i propri interessi vitali. Questo aiuto sarebbe stato esteso anche al piano militare qualora si fosse scatenata una guerra. I due Paesi si impegnavano, inoltre, a consultarsi permanentemente sulle questioni internazionali e, in caso di conflitti, a non firmare eventuali trattati di pace separatamente: fu per questa ragione che la Germania, nel 1943, ritenne un tradimento dell'Italia la firma dell'armistizio di Cassibile. La durata del trattato era inizialmente fissata in dieci anni.

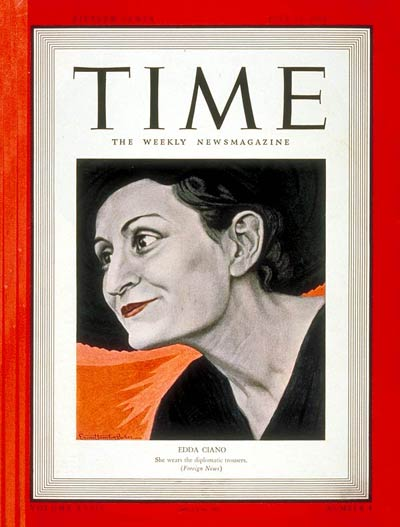
La copertina del Time di fine luglio 1939 che mostra Edda Ciano, la quale contribuì a far stipulare il Patto.

Nell'ampio preambolo veniva garantita l'inviolabilità della frontiera fra Terzo Reich e Regno d'Italia del Passo del Brennero e si riconosceva l'esistenza di uno "spazio vitale" dell'Italia, che la Germania si impegnava a non infrangere. Il patto propriamente detto, che fu subito reso pubblico, era completato da un protocollo segreto nel quale si rimarcava l'alleanza politica fra le due nazioni e si dava accenno ai metodi attraverso cui la collaborazione economica, militare e culturale già prevista dal patto avrebbe dovuto implementarsi.
Pochi giorni prima, Ciano aveva incontrato Ribbentrop per chiarire alcuni punti del trattato prima di firmarlo. In particolare la parte italiana, conscia della propria impreparazione militare, voleva rassicurazioni sul fatto che i tedeschi non avessero intenzione di iniziare a breve una nuova guerra europea. Il ministro Ribbentrop tranquillizzò Ciano, dicendo che «la Germania è convinta della necessità di un periodo di pace che dovrebbe essere non inferiore ai 4 o 5 anni» e che le divergenze con la Polonia per il controllo del Corridoio di Danzica sarebbero state appianate «su una strada di conciliazione». Siccome la rassicurazione di nessun conflitto armato per quattro o cinque anni faceva arrivare al 1943 o al 1944 e, quindi, coincideva con la previsione di Mussolini del 4 febbraio 1939 di essere militarmente pronto per il 1943, il Duce diede il suo assenso definitivo per la firma dell'alleanza. Vittorio Emanuele III, nonostante la decisione di Mussolini, continuò a manifestare i propri sentimenti antigermanici e il successivo 25 maggio, al ritorno di Ciano da Berlino, commentò che «I tedeschi finché avran bisogno di noi saranno cortesi e magari servili. Ma alla prima occasione, si riveleranno quei mascalzoni che sono».
Si evince l'ipocrisia e la doppiezza di Vittorio Emanuele III, il quale alla firma del Patto inviò ad Hitler il seguente telegramma di felicitazioni:
" In occasione della firma del Patto che viene oggi concluso dai nostri due Governi mi è grato inviarvi le espressioni dei miei cordiali sentimenti di alleato e di amico, insieme ai voti più sinceri per la vs. persona e per la prosperità e la grandezza del vostro Paese legato all'Italia dal saldo vincolo di una profonda comunanza di interessi e di propositi"
addirittura poi un anno dopo, nel conferimento del Collare dell'Annunziata a Hermann Goering inviava, a quest'ultimo, il seguente telegramma:
"Mi è grato comunicarvi che nell'odierno anniversario del Patto di Berlino, ho conferito l'Ordine supremo della Santissima Annunziata a Voi, Eccellenza che di tale Patto siete stato uno dei più fervidi ed attivi fautori"
Dal 27 al 30 maggio il Duce fu impegnato nella stesura di un testo indirizzato ad Adolf Hitler, successivamente passato alla storia come memoriale Cavallero dal nome del generale che glielo consegnò ai primi di giugno, nel quale venivano inserite alcune interpretazioni italiane del Patto da poco stipulato. Nello specifico Mussolini, nonostante ritenesse inevitabile una futura «guerra fra le nazioni plutocratiche e quindi egoisticamente conservatrici e le nazioni popolose e povere», ribadì che Italia e Germania avessero «bisogno di un periodo di pace di durata non inferiore ai tre anni» allo scopo di completare la propria preparazione militare, e che un eventuale sforzo bellico avrebbe potuto avere successo solo a partire dal 1943.

## Il testo dell'accordo
Di seguito, il testo del Patto d'Acciaio:
Sua Maestà il Re d'Italia e di Albania, Imperatore d'Etiopia, e il Cancelliere del Reich tedesco, ritengono giunto il momento di confermare con un Patto solenne gli stretti legami di amicizia e di solidarietà che esistono fra l'Italia fascista e la Germania nazionalsocialista.
Il popolo italiano ed il popolo tedesco, strettamente legati tra loro dalla profonda affinità delle loro concezioni di vita e dalla completa solidarietà dei loro interessi, sono decisi a procedere, anche in avvenire, l'uno a fianco dell'altro e con le forze unite per la sicurezza del loro spazio vitale e per il mantenimento della pace. Su questa via indicata dalla storia, l'Italia e la Germania intendono, in mezzo ad un mondo inquieto ed in dissoluzione, adempiere al loro compito di assicurare le basi della civiltà europea.
Sua Maestà il Re d'Italia e di Albania, Imperatore d'Etiopia:
Il Ministro degli Affari Esteri Conte Galeazzo Ciano di Cortellazzo (Italia),
Il Cancelliere del Reich Tedesco;
Joachim von Ribbentrop (Germania)
- Art. 1. - Le Parti contraenti si manterranno permanentemente in contatto allo scopo di intendersi su tutte le questioni relative ai loro interessi comuni o alla situazione generale europea.
- Art. 2. - Qualora gli interessi comuni delle Parti contraenti dovessero esser messi in pericolo da avvenimenti internazionali di qualsiasi natura, esse entreranno senza indugio in consultazione sulle misure da prendersi per la tutela di questi loro interessi. Qualora la sicurezza o altri interessi vitali di una delle Parti contraenti dovessero essere minacciati dall'esterno, l'altra Parte contraente darà alla Parte minacciata il suo pieno appoggio politico e diplomatico allo scopo di eliminare questa minaccia.
- Art. 3. - Se, malgrado i desideri e le speranze delle Parti contraenti, dovesse accadere che una di esse venisse ad essere impegnata in complicazioni belliche con un'altra o con altre Potenze, l'altra Parte contraente si porrà immediatamente come alleata al suo fianco e la sosterrà con tutte le sue forze militari, per terra, per mare e nell'aria.
- Art. 4. - Allo scopo di assicurare per il caso previsto la rapida applicazione degli obblighi di alleanza assunti coll'articolo 3, i membri delle due Parti contraenti approfondiranno maggiormente la loro collaborazione nel campo militare e nel campo dell'economia di guerra. Analogamente i due Governi si terranno costantemente in contatto per l'adozione delle altre misure necessarie all'applicazione pratica delle disposizioni del presente Patto. I due Governi costituiranno, agli scopi indicati nei summenzionati paragrafi 1 e 2, Commissioni permanenti che saranno poste sotto la direzione dei due ministri degli Affari esteri.
- Art. 5. - Le Parti contraenti si obbligano fin da ora, nel caso di una guerra condotta insieme, a non concludere armistizi e paci se non di pieno accordo fra loro.
- Art. 6. - Le due Parti contraenti, consapevoli dell'importanza delle loro relazioni comuni colle Potenze loro amiche, sono decise a mantenere ed a sviluppare di comune accordo anche in avvenire queste relazioni, in armonia cogli interessi concordati che le legano a queste Potenze.
- Art. 7. - Questo Patto entra in vigore immediatamente al momento della firma. Le due parti contraenti sono d'accordo nello stabilire in dieci anni il primo periodo della sua validità. Esse prenderanno accordi in tempo opportuno, prima della scadenza di questo termine, circa il prolungamento della validità del Patto.

Berlino, lì 22 maggio 1939, Anno XVII dell'Era Fascista.

### Protocolli segreti supplementari
I protocolli supplementari segreti del Patto d'Acciaio, che erano divisi in due sezioni, non furono resi pubblici al momento della firma del Patto.
La prima sezione esortava i paesi ad accelerare la loro cooperazione militare ed economica congiunta, mentre la seconda sezione impegnava i due paesi a cooperare in "questioni di stampa, servizi di informazione e propaganda" per promuovere il potere e l'immagine dell'Asse Roma-Berlino. Per aiutare in ciò, ogni paese doveva assegnare "uno o più specialisti" del proprio paese nella capitale dell'altra per stretti rapporti con il ministro degli Esteri di quel paese.

## Conseguenze
Il fatto che l'accordo avesse sia carattere difensivo che offensivo costituiva una sostanziale novità nella storia delle relazioni internazionali, in quanto la durata inusitata (dieci anni) e lo sbilanciamento della potenza bellica delle due nazioni forniva alla Germania il potere di iniziativa, che comportò la definitiva soppressione dell'autonomia italiana circa la propria politica estera. Alcuni membri del governo italiano, compreso il firmatario Galeazzo Ciano, ministro degli Esteri, si erano opposti al patto, ma invano. Al riguardo lo stesso Ciano, nel dicembre 1943, mentre era detenuto in vista del processo di Verona che lo avrebbe condannato a morte, scrisse nelle note introduttive al suo diario:
Pur non essendo stabilita la data dell'inizio del conflitto, cosa che appariva ormai inevitabile, Benito Mussolini si assicurò di comunicare più volte ad Adolf Hitler che l'Italia non sarebbe stata pronta alla guerra prima di due o tre anni, e ribadendolo nell'agosto dello stesso anno, attraverso una lettera conosciuta comunemente come "memoriale Cavallero", dal nome dell'ufficiale incaricato di consegnare il messaggio. Oltre a ciò per ribadire l'indisponibilità italiana vennero consegnate la cosiddetta "lista del molibdeno" e le opzioni in Alto Adige.
Il 23 maggio, tuttavia, il giorno dopo la firma del Patto d'Acciaio, Hitler tenne un consiglio di guerra segreto: all'ordine del giorno c'era l'attacco alla Polonia. Per i tedeschi, il compito degli italiani doveva essere quello di contenere la reazione di Francia e Regno Unito nel Mediterraneo.
Secondo alcune interpretazioni, Mussolini avrebbe potuto rifiutarsi di seguire in guerra la Germania a causa della mancata comunicazione del patto Molotov-Ribbentrop e della mancata consultazione dell'Italia prima dell'invasione della Polonia, fatti che potevano essere denunciati come due violazioni dell'obbligo di consultazione permanente contenuto nel Patto d'Acciaio. È stato anche però fatto notare come l'articolo 3 prevedesse che, in mancanza di tempo per le consultazioni, il patto sarebbe scattato "immediatamente", cancellando quindi quanto esposto negli articoli precedenti.

## Dissoluzione
Secondo l'articolo VII, il patto doveva durare 10 anni, ma ciò non avvenne. Nel novembre 1942, le forze dell'Asse in Nord Africa, guidate dal feldmaresciallo Erwin Rommel, vennero decisamente sconfitte dalle forze britanniche e del Commonwealth britannico nella seconda battaglia di El Alamein. Nel luglio 1943 gli alleati occidentali aprirono un nuovo fronte invadendo la Sicilia. In seguito a ciò, Mussolini venne rovesciato da 19 membri del Gran Consiglio che votarono a favore dell'ordine Grandi. Il nuovo governo italiano, guidato dal maresciallo Pietro Badoglio, firmò un armistizio con gli Alleati a settembre e divenne non belligerante, ponendo così fine al coinvolgimento dell'Italia nel patto.